# Rébellion de Bambatha
La rébellion de Bambatha est une révolte zoulou survenue en 1906 dans la colonie du Natal en Afrique du Sud contre l'autorité coloniale britannique et les nouvelles taxes auxquelles cette dernière voulait les assujettir. La révolte fut dirigée par Bambatha kaMancinza (v.1860-1906), chef du clan amaZondi du peuple zoulou, qui vivait près de Greytown.

## Historique
Le déclenchement de la révolte intervient dans un contexte de crise économique et de pénurie de main-d'œuvre agricole. Elle résulte de la mise en place et de la collecte d'une nouvelle taxe visant à accroître l'offre de main-d'œuvre agricole et freiner l'exode des hommes noirs des zones rurales vers les villes et les mines du Witwatersrand. La richesse des populations noires rurales, qui reposait particulièrement sur le bétail, s'était effondrée à la suite des ravages causés par la peste bovine tuant, à la fin du XIXe siècle et au début du XXe siècle, 90 % des bovins de la région. Pour subsister et nourrir leur famille, nombreux furent ceux qui préférèrent travailler dans les mines du Witwatersrand, un secteur productif plus lucratif et attractif que le secteur agricole du Natal.
En 1906, le chef Bambatha était l'un des chefs du clan Zondi et régnait sur environ 5 500 personnes. Le gouvernement du Natal envoya des policiers pour percevoir la taxe dans les districts récalcitrants comme ceux de Bambatha. qui vivait dans la vallée Mpanza.
En janvier 1906, un fermier blanc du district de Camperdown avait été assassiné suivi en février 1906, de deux policiers blancs, tués près de Richmond par des groupes armés zoulous. Le gouverneur décréta alors la loi martiale et mobilisa la milice locale.
Par peur d'être arrêté, Bambatha kaMancinza, qui n'avait pas réussi à convaincre son peuple de payer l'impôt, s'était rendu dans le Zoulouland pour y consulter le roi Dinuzulu kaCetshwayo, qui lui avait apporté son soutien tacite. De retour ensuite chez lui, Bambatha découvrit que le gouvernement l'avait déposé de son statut de chef et remplacé par son oncle.
Il rassembla alors une petite armée de partisans et commença à lancer une série d'attaques, notamment contre des patrouilles de police, dans la nuit du 4 avril 1906.
L'état d'urgence fut déclaré et les troupes coloniales, sous le commandement du colonel Duncan McKenzie, chargées de mater la rébellion. Les troupes utilisèrent des mitrailleuses et des canons alors que la plupart des rebelles n'étaient armés que de quelques fusils, des sagaies traditionnelles (lances), de bâtons et de boucliers en peau de vache. Malgré tout, le 5 mai 1906, quelque 1 000 rebelles remportèrent une bataille contre les troupes coloniales.
Toutefois, lors de la bataille des gorges de la Mome, le 10 juin 1906, les rebelles furent défaits et Bambatha tué et décapité. Ses partisans refusèrent cependant de croire en sa mort tandis que sa femme refusa de porter le deuil.
La révolte est finalement matée le 14 juillet 1906 au prix de la mort de 3 000 à 4 000 Zoulous dont certains, tués en combattant au côté du gouvernement du Natal. Plus de 7 000 autres sont emprisonnés tandis que le roi Dinizulu, accusé d’être à l’origine de la révolte de Bambatha, est arrêté et condamné à 4 ans d’emprisonnement à l’île Sainte-Hélène. Les troupes coloniales eurent 25 soldats blancs tués pendant le conflit.
La brutalité de la répression britannique fut telle que le pays ne connaitra plus de révolte armée avant le début des années 1960 dans le cadre de la lutte contre l'apartheid.